# Irrotacional
Em matemática, diz-se que um campo vetorial é irrotacional numa determinada região do espaço para o qual o campo está definido se para todos os pontos desta região o rotacional desta função vetorial for zero.
Para um campo irrotacional é possível criar uma função potencial escalar de maneira que a integral de linha de um ponto A ao B fica reduzida ao cálculo da diferença dos potenciais num ponto e no outro.
Muitos campos de interesse físico são irrotacionais, como exemplo temos o campo elétrico, logo 
é possível a criação de uma função potencial elétrico, e a diferença do potencial elétrico entre dois pontos é a conhecida diferença de potencial (D.D.P.) ou voltagem.